# Vichistický režim na osvobozeném území v Africe 1942 až 1943
Vichistický režim na osvobozeném území v Africe 1942 až 1943 se udržel pod americkým protektorátem ještě několik měsíců po vylodění spojenců, v období od listopadu 1942 do dubna 1943. 
Politická situace na francouzských územích Afriky, zejména ve francouzské severní Africe, byla v té době složitá a nestabilní. I po operaci Torch – ačkoliv bylo osvobozené území pod kontrolou spojenců – zůstala francouzská severní Afrika podřízena Vichistické Francii, nejprve pod velením admirála Françoise Darlana, jenž byl následně spojenci zatčen a donucen ke změnám, později pod velením generála Henriho Girauda. 
Tuto zvláštní situaci popsal Franklin Delano Roosevelt jako „vojenskou účelnost“. Jako hlava státu byl uznáván maršál Philippe Pétain (později François Darlan) a nadále platily rasové zákony. Antifašisté zůstali v koncentračních táborech na jihu Alžírska. 